# Championnat du Venezuela de football 1967
Navigation
Saison 1966 Saison 1968
La saison 1967 du championnat du Venezuela de football est la onzième édition du championnat de première division professionnelle au Venezuela et la quarante-septième saison du championnat national. Les neuf équipes sont regroupées au sein d'une poule unique où elles s'affrontent quatre fois, deux fois à domicile et deux fois à l'extérieur.
C'est le Deportivo Portugués qui remporte la compétition, après avoir terminé en tête du classement final, avec sept points d'avance sur le Deportivo Galicia et douze sur le tenant du titre, le Lara FC. C'est le quatrième titre de champion du Venezuela de l'histoire du club.
Le club d'Aragua FC déclare forfait durant la compétition et ne participe pas à la deuxième moitié du championnat.

## Les clubs participants
| - Deportivo Portugués - Aragua FC - UD Canarias - Deportivo Italia - Litoral FC | - Deportivo Galicia - Anzoátegui FC - Lara FC - Valencia FC |

## Compétition
Le barème utilisé pour établir le classement est le suivant :
- Victoire : 2 points
- Match nul : 1 point
- Défaite : 0 point

### Classement
| Rang | Équipe              | Pts | J  | G  | N  | P  | Bp | Bc | Diff |
| ---- | ------------------- | --- | -- | -- | -- | -- | -- | -- | ---- |
| 1    | Deportivo Portugués | 47  | 30 | 19 | 9  | 2  | 67 | 32 | +35  |
| 2    | Deportivo GaliciaC  | 40  | 30 | 15 | 10 | 5  | 45 | 28 | +17  |
| 3    | Lara FCT            | 35  | 30 | 15 | 5  | 10 | 61 | 41 | +20  |
| 4    | Deportivo Italia    | 33  | 30 | 11 | 11 | 8  | 44 | 41 | +3   |
| 5    | Litoral FC          | 30  | 30 | 9  | 12 | 9  | 43 | 41 | +2   |
| 6    | Valencia FC         | 26  | 30 | 10 | 6  | 14 | 34 | 46 | -12  |
| 7    | Anzoátegui FC       | 23  | 30 | 8  | 7  | 15 | 51 | 62 | -11  |
| 8    | UD Canarias         | 22  | 30 | 6  | 10 | 14 | 27 | 51 | -24  |
| 9    | Aragua FC forfait   | 0   | 16 | 0  | 0  | 16 | 11 | 41 | -30  |

|  | Qualification pour la Copa Libertadores 1968 |

## Bilan de la saison
| Championnat du Venezuela de football 1967 |                                |
| Champion                                  | Deportivo Portugués (4e titre) |
| Coupes et trophées                        |                                |
| Vainqueur de la Coupe du Venezuela 1967   | Deportivo Galicia              |
| Qualifications continentales              |                                |
| Copa Libertadores 1968                    | Deportivo Portugués            |
| Copa Libertadores 1968                    | Deportivo Galicia              |
| Promotions et relégations                 |                                |
| Promus en Primera División                | Aucun                          |
| Relégués en Segunda A                     | Aucun                          |